# Bloet (Adelsgeschlecht)
Die Familie Bloet war eine anglonormannische Adelsfamilie, die zwischen etwa 1080 und 1300 umfangreiche Besitzungen in Südwestengland und den Welsh Marches besaß. Als erstes Mitglied der Familie wird im Domesday Book Ralph I Bloet mit umfangreichen Besitzungen erwähnt. Er besaß sechs Güter in der walisischen Herrschaft Striguil, damit waren er und seine Erben die wichtigsten Vasallen dieser Herrschaft der Welsh Marches. Durch diese umfangreichen Besitzungen stand die Familie im Rang weit über anderen Vasallen aus dem Ritterstand. Der Familienbesitz wurde unter Ralphs Nachkommen nicht zersplittert, so dass die Familie über 150 Jahre lang ihre Stellung in Südostwales behalten konnte. Erst im 13. Jahrhundert wurde Silchester in Hampshire zum neuen Hauptsitz der Familie.
Ralph II Bloet († um 1157) war vermutlich ein Sohn oder Enkel von Ralph I. Von seinen jüngeren Söhnen begründete Walter Bloet die Nebenlinie von Raglan Castle und Sir Robert Bloet die Nebenlinie von Daglingworth in Gloucestershire. Beide Nebenlinien bestanden bis ins 14. Jahrhundert. Raglan Castle erwarb William ap Thomas, als er nach 1406 Elizabeth, die Erbin der Familie Bloet heiratete. Der Haupterbe von Ralph II Bloet war sein Sohn Sir Ralph III Bloet, der Nest, eine zeitweilige Geliebte von König Heinrich II. heiratete. Nest hatte dem König bereits einen unehelichen Sohn, Morgan geboren. Wohl durch diese Beziehung dienten mehrere Söhne von Ralph III Bloet im Haushalt von König Johann Ohneland, einem Halbbruder von Morgan. Der Erbe von Ralph III Bloet war dessen gleichnamige Sohn Ralph IV Bloet. Dessen Sohn und Erbe William Bloet übernahm mehrere Ämter in Südwestengland. Um 1300 wird sein Erbe John Bloet als letztes Mitglied der Hauptlinie der Familie erwähnt.

## Stammliste (Auszug)
1. Ralph Bloet († 1112)
  1. Ralph Bloet († um 1157)
    1. Ralph Bloet († 1199)
      1. Ralph Bloet († 1241/1242)
        1. William Bloet († zwischen 1287 und 1300)
        2. Ralph Bloet († 1265 in der Schlacht von Evesham), Lord of Hinton Blewitt

      2. Thomas Bloet († zwischen 1211 und 1215)
      3. Roland († 1217)
      4. William Bloet († nach 1261), Lord of Salisbury
      5. Petronilla ⚭ Diarmait Mac Carthaig, König von Desmond

    2. Walter Bloet († vor 1199), Lord of Raglan
    3. Robert Bloet († nach 1207), Lord of Daglingworth
    4. William Bloet